# Matacaballo
Matacaballo es una localidad peruana ubicada en el distrito de Sechura, perteneciente a la provincia homónima del departamento de Piura, al norte del Perú.

## Demografía
En 2017 Matacaballo tenía una población de 37 habitantes.
| Gráfica de evolución demográfica de Matacaballo entre 1993 y 2017 |
|                                                                   |
| Fuentes: Población 1993 y 2017                                    |